# Акуавива Колекроче
Акуавѝва Колекро̀че (на италиански: Acquaviva Collecroce, на молишки хърватски: Kruč, Круч, или Živavoda Kruč, Живавода Круч) е село и община в Централна Италия, провинция Кампобасо, регион Молизе. Разположено е на 425 m надморска височина. Населението на общината е 674 души (към 2010 г.).
В това село живее хърватско общество. Те са се заселили в този район при XV век като бежанци от османското владичество. Те говорят на особен диалект на хърватския език, молишкия хърватски.